# Granit
Granit je zrnata magmatska kamnina, ki je svetlejše barve. Zaradi primesi je različnih barv - rožnate, sive, rumenkaste ali zelenkaste barve.
Je široko razprostranjen v zemeljski skorji. Nastal je s hlajenjem in strjevanjem razžarjene magme v notranjosti Zemlje. Je eden od najtrših materialov. Ker je trden in odporen, se pogosto uporablja v gradbeništvu. Stari Egipčani so ga uporabljali za izgradnjo obeliskov, templjev in spomenikov. Povprečna gostota granita je 2750 kilogramov na kubični meter.
Beseda granit je iz latinske besede granum, ki pomeni zrno. Za razliko od drugih magmatskih kamnin granit ni bil najden na Luni.

## Sestava granita
Sestavljajo ga:
- kalijev glinenec (bledo rožnat ortoklaz),
- kisli plagioklaz,
- kremen
- temni kristali biotita (sljuda).

Obstajajo tudi drugi a so redki (cirkon, turmalin, granat, hematit...). Granit je zelo lepih barv, od svetlo rožnate, rdečkaste pa vse do sive.
Kemični sestav je sledeč:
- SiO2 — 72.04%
- Al2O3 — 14.42%
- K2O — 4.12%
- Na2O — 3.69%
- CaO — 1.82%
- FeO — 1.68%
- Fe2O3 — 1.22%
- MgO — 0.71%
- TiO2 — 0.30%
- P2O5 — 0.12%
- MnO — 0.05%

Iz granita so sestavljeni tako gorski masivi Alp, kot tudi Himalaja.

## Nahajališča
Granit sestavlja velik del kontinentalne skorje. Granit je postajal del Zemljine skorje tekom vseh geoloških period. Večina je iz predkambrija. Nastal je v različnih obdobjih zgodovine Zemlje, od pred milijarde do nekaj deset milijonov let. Najstarejše granitne kamnine se nahajajo na Švedskem, v Britaniji in Arizoni. Je najpogostejša osnovna kamnina pod sedimentnimi kamninami. Pogosto predstavlja ogromne nepravilne mase, batolite. Površina batolita je lahko do deset tisoč kvadratnih kilometrov. Batolit Kost Rejndž v Britanski Kolumbiji je dolg 2000 km in širok 200 km. Področja s komercialno pomembnimi kamnolomi granita so:
- Skandinavija, tj. Finska, Norveška i Švedska
- Španija, največ v Galiciji in Extremaduri
- Brazilija
- Indija
- južni del Afrike, tj. Angola, Namibija, Zimbabve, Južna Afrika

- Azul Noce (Španija)
- Bianco Tarn ( Francija)
- Bohus Röd (Švedska)
- Flossenbürg (Nemčija)
- Kapustino (Ukrajina)
- Meissen (Nemčija)

## Uporaba granita
Uporaba granita je predvsem v gradbeništvu zaradi visoke trdnosti in trpežnosti.
Rdeča piramida v Egiptu iz 26. st. pr. n. št. je dobila ime po barvi granitne površine. Je tretja piramida po višini v Egiptu. Menkaurova piramida je zgrajena s pomočjo apnenčevih in granitnih blokov. Keopsova piramida ima velik granitni sarkofag. Vsi obeliski starega Egipta so izdelani iz granita iz Asuana, kjer je najstarejši kamnolom na svetu. Kako so Egipčani klesali trdi granit, ni povsem jasno.
Mnogi hindujski templji v južni Indiji so zgrajeni iz granita. Največ jih je iz 11. stoletja iz časa kralja Radžaradže Čole I.
Granit se lahko zgladi do visokega sijaja, zato je estetsko zelo primeren material. Granit se danes pogosto uporablja za tlakovanje v javnih in reprezentančnih zgradbah in za spomenike. S pojavom kislega dežja, je granit postal primernejši od marmorja, ker je trajnejši. Često se uporablja v kuhinjah za delovno površino.
Uporablja se tudi za kamnite kocke in robnike na cestah in mostovih, za oblaganje predorov in podstavke spomenikov.